# Pseudobombax septenatum
El ceibo barrigón o barrigón (Pseudobombax septenatum) es un árbol de la subfamilia Bombacoideae, estrechamente emparentado con las ceibas (Bombax spp.); es natural de América Central y del Sur, distribuyéndose desde Nicaragua hasta Venezuela y Colombia.

## Características
Es un árbol de gran porte, de hoja caduca; el fuste es fusiforme, frecuentemente con un engrosamiento abombado cerca de la base. La corteza es pardogrisácea, con rayas distintivas de color verde que se atenúan con la edad pero permiten diferenciarlo durante toda su vida. La copa se concentra en la parte superior; durante la mayor parte de su longitud carece de ramas. Las hojas son compuestas, palmadas, de entre 5 y 7 folíolos de hasta 15 por 7 cm, obovados, acuminados, con un corto pecíolo que se prolonga en peciolulos acanalados. Pierde por completo las hojas alrededor de diciembre, y no las recupera hasta el comienzo de la temporada de lluvias en abril o mayo.
Las flores se presentan solitarias o en cimas de 2 a 5 flores; alcanzan los 10 cm, y se abren por la noche. Los pétalos son lanceolados, pubescentes, carnosos, de 7 a 9 cm de longitud y color rosado o crema; los estambres son numerosísimos, formando bolas blancas con apariencia de pompones. El estigma es normalmente lobulado, a veces capitado; el ovario súpero. La polinización es zoofílica, realizada frecuentemente por murciélagos herbívoros, que se nutren de los pétalos. Hacia comienzos de la estación seca forman frutos en cápsulas dehiscentes, pentavalvas, leñosas, conteniendo numerosas semillas envueltas en filamentos algodonados de color blancogrisáceo que ayudan a su dispersión por anemocoria.

## Hábitat
Es frecuente en los bosques secundarios de Centroamérica, aunque los juveniles se han reducido en número en los últimos años por la reducción de su sistema. Aparece en bosques húmedos y secos, y en regiones de dunas, detrás de la línea de mareas, sobre todo en la costa del Océano Pacífico; se adapta a altitudes de hasta 600 m.

## Uso
P. septenatum no se cultiva, aunque su semilla es comestible. Se empleaba tradicionalmente la fibra de las cápsulas como aislante y para elaborar almohadas, de manera similar a la del kapok, Ceiba pentandra.
Usada como fibra de amarre de canastos. Especie muy usada como cerca viva por su prendimiento en queje o estacones.
La corteza se extrae fácilmente de árboles jóvenes; en ejemplares adultos la fibra se extrae golpeando y machacando la corteza.

## Taxonomía
Pseudobombax septenatum fue descrita por (Jacq.) Dugand  y publicado en Caldasia 2(6): 65–67. 1943.
Sinonimia
- Bombax balanoides Ulbr.
- Bombax barrigon (Seem.) Decne.
- Bombax carabobense Pittier
- Bombax heptaphyllum L.
- Bombax septenatum Jacq.
- Gossampinus heptaphylla Bakh.
- Pachira barrigon Seem.[4]